# Jean Vanek
Jean Vanek (19 gennaio 1969) è un ex calciatore lussemburghese, di ruolo difensore.